# Emil Nikolaus von Reznicek
Emil Nikolaus von Reznicek (4. května 1860 Vídeň – 2. srpna 1945 Berlín) byl rakousko-německý dirigent a skladatel s českými kořeny. Jeho dědeček pocházel z Čech, od Berouna, odkud v roce 1819 odešel do Vídně.

## Rodina
Byl vnukem vojenského kapelníka a skladatele Josefa Resnitscheka (1787–1848) a synem polního podmaršálka rakousko-uherské armády Josefa Rezniceka (1812–1887) a jeho třetí manželky, rumunské kněžny Clarissi Ghica-Budesti (1837–1864). Během svého pobytu v Praze se mu 22. února 1887 narodil prvorozený syn Friedrich ("Fritz"), jehož matkou byla Adele. Byl dvakrát ženatý. Poprvé s Milkou von Thurn-Valsasinou (1864–1897), podruhé s Bertou Juillerat-Chasseurovou (1874–1939). Jeho syn Friedrich později sloužil jako poručík v rakouské armádě, než 1. srpna 1907 emigroval do Spojených států, kde přijal příjmení své matky "von Marbod." Oženil se s Katharinou ("Katie") Riese z Drážďan a vychovali dvanáct dětí.  Měl dvě děti, syna Emila-Ludwiga (1898–1940) a dceru Felicitas von Reznicekovou (1904–1997). Rovněž byl adoptivním otcem sportovního novináře Burgharda von Reznicka (1896–1971), který pocházel z prvního manželství jeho druhé manželky Berty Juillerat-Chasseurové.

## Životopis
Narodil se ve Vídni. Jeho matka záhy zemřela a se svou nevlastní matkou nevycházel nejlépe. Za této situace našel brzy cestu k hudbě, která se mu stala existenční nutností. Jeho první kompozice vznikly ještě ve Vídni. Rodina se roku 1875 přestěhovala do Štyrského Hradce. Maturitu složil v roce 1878 v Mariboru.
Ve Štyrském Hradci studoval práva a hudbu. Studia práv nedokončil, pokračoval však ve studiu hudby (1878/1881) u Wilhelma Mayera, který mu také doporučil dokončit studia na konzervatoři v Lipsku. Tam studoval skladbu u Karla Reineckeho a Salomona Jadassohna (1881/1882) a tato studia se mu podařilo úspěšně dokončit. Následně byl dirigentem divadla ve Štýrském Hradci 1883/1884. Tam se také poprvé oženil s Milkou von Thurn-Valsasina (1864-1897). Byl dirigentem v Curychu, Štětíně, Jeně, Bochumi a Berlíně (1884/86).
Od roku 1886 do roku 1894 působil v Praze, jako vojenský kapelník 88. pěšího pluku. Jeho skladatelský talent záhy rozpoznal Angelo Neumann, první ředitel Nového německého divadla v Praze. Reznicekova první opera Die Jungsfrau von Orleans (Panna Orleánská) na vlastní libreto volně podle Fridricha Schillera byla nastudována v pražském Královském německém zemském divadle (dnes Stavovské divadlo) 19. června 1887. Angelo Neumann pak u Rezniceka objednal hned tři opery, které uvedl ve světové premiéře v Novém německém divadle. Dalšího roku, 13. května 1888 měla premiéru jeho druhá opera Satanella, na skladatelovo libreto, jehož předlohou byla báseň Jaroslava Vrchlického. Premiéra jeho třetí opery Emerich Fortunat se konala dne 8. listopadu 1889. Svého rozhodujícího úspěchu se skladatel dočkal premiérou své čtvrté opery Donna Diana (16. prosince 1894 v Novém německém divadle). Následujícího roku Prahu opustil a stal se dvorním dirigentem v Mannheimu, kde strávil tři sezony. Jeho další opera Till Eulenspiegel měla premiéru v Karlsruhe 1. prosince 1902. Od roku 1902 až do své smrti 2. srpna 1945 žil v Berlíně. V roce 1905 získal německé státní občanství.
V létě roku 1897 ovdověl. Brzy však nalezl svou druhou ženu Bertu Juillerat-Chasseur (1874–1939).
Přes počáteční úspěchy s operou Till Eulenspiegel a s premiérou Tragické symfonie uvedenou Felixem Weingartnerem měl zpočátku v Berlíně potíže prosadit se jako skladatel. To v neposlední řadě proto, že se vzdal používání svého šlechtického původu a zhudebněním textů ze sbírky písní Lieder aus dem Rinnstein se vědomě přihlásil k liberální levici. V prvních letech v Berlíně vyučoval skladbu na konzervatoři Klindworth-Scharwenka; pořádal také koncerty komorní hudby, při kterých uváděl spolu s klasickou hudbou i moderní hudbu pro smyčcový orchestr. V letech 1906-1908 byl prvním hostujícím dirigentem v Národní filharmonii a ve Varšavské opeře. V letech 1909-1911 působil jako šéfdirigent Komické opery Hanse Gregora na Weidendammer Brücke (Komische Oper des Hans Gregors) v Berlíně. Tato jeho aktivita skončila, když byl Hans Gregor v roce 1911 jmenován ředitelem vídeňské Dvorní opery. Přibližně ve stejnou dobu prodělala jeho druhá manželka Berta Juillerat-Chasseur nebezpečnou operaci a byla několik měsíců v kritickém stavu. Tuto svou zkušenost zpracoval v symfonické básni Der Schlemihl. Po vypuknutí první světové války v roce 1914 se nedal nakazit tehdejším všeobecným patriotismem, ale zkomponoval nadkofesijní rekviem pro padlé ve válce, In memoriam. V letech 1915/16 složil své hlavní dílo, operu Ritter Blaubart (Rytíř Modrovous), na libreto Herberta Eulenberga. Její premiéra však byla vzhledem k válečné cenzuře zakázána a byla proto uvedena až 20. ledna 1920 v Darmstadtu První provedení Rytíře Modrovouse v Čechách se konalo 30. listopadu 1922 v pražském Novém německém divadle. Z téže doby je i opera Holofernes (podle dramatu Judith Fredericha Hebbela), uvedená poprvé 27. října 1923 v Berlíně. Již od roku 1917 byl členem představenstva Allgemeinen Deutschen Musikvereins a jako člen výboru pro posuzování prací hrál významnou roli při programování každoročních slavností hudebníků (Tonkünstlerfeste).
V roce 1920 se stal členem, později senátorem Pruské akademie umění (Preußische Akademie der Künste). Nabídku, stát se ředitelem Vysoké školy umění (Hochschule der Künste) v Berlíně, sice odmítl, ale od roku 1920 do roku 1926 se tam stal čestným profesorem instrumentace.
V roce 1926 napsal Slavnostní předehru pro osvobozený Kolín nad Rýnem (Festouvertüre). V ní oslavoval poválečné stažení spojeneckých jednotek a přijetí Německa do Společnosti národů, jak bylo stanoveno ve Smlouvách z Locarna a za které byli tehdejší ministři zahraničí poctěni Nobelovou cenou míru. Uznání nových německých hranic obsažené v těchto smlouvách však bylo v německém právu kontroverzní, takže v roce 1927 nenalezl žádného dirigenta, který by se odvážil světovou premiéru této skladby uvést. Jeho přítel Max Donisch, který byl členem NSDAP o této skladbě věděl a když se v roce 1933 stal vedoucím hudebního oddělení v německém rozhlase, přemluvil Rezniceka, aby povolil uvedení premiéry této skladby v červnu 1933 v pořadu Stunde der Nation. Při tom dílo dostalo nový název Befreites Deutschland. V roce 1930 dosáhl Reznicek u publika mimořádného úspěchu jednoaktovkou Spiel oder Ernst, která byla považována za nejlepší krátkou operu a byla hrána na všech německých scénách.
Když se nacistická strana v Německu dostala v roce 1933 k moci, byl již uznávaným skladatelem. Přesto se snažil vyhýbat rizikům a chránit svou rodinu. Jeho druhá manželka Berta Juillerat-Chasseur (1874–1939) byla totiž z matčiny strany židovka, nevyhovovala tedy rasovým zákonům a celé rodině tím hrozilo nebezpečí. Dcera Felicitas von Reznicek získala ve Švýcarsku v roce 1936 falešné potvrzení o křesťanském původu své (židovské) babičky. Felicitas byla také členkou odboje (Widerstandskämpferin) a od roku 1940 pracovala pro britskou Mi-6. Paradoxně jeho syn Emil-Ludwig (1898–1940) byl od roku 1930 členem NSDAP, SA a později i SS. Jeho ženu Bertu tyto události zdravotně poznamenaly, propadla depresím a zemřela roku 1939. Jeho přítel Richard Strauss mu pomohl tím, že jej přijal jako německého delegáta do Stálé rady pro mezinárodní spolupráci skladatelů. Tam se věnoval především posuzování skladeb pro hudební festivaly, které Stálá rada pořádala. Bylo jich až 600 ročně. To šlo k tíži jeho vlastní skladatelské činnosti, takže po roce 1935 už téměř nekomponoval. Vyhnul se tak nutnosti skládat oslavné kompozice pro režim a měl stále veřejné uznání.
V roce 1935 získal Goethe-Medaille für Kunst und Wissenschaft, a Johannes-Brahms-Medaille města Hamburk. Dne 20. dubna 1936 byl znovu jmenován profesorem. V NSDAP však nebyl žádoucí osobou a jeho opery Ritter Blaubart a Holofernes byly zakázány. Hudební festival plánovaný Stálou radou pro mezinárodní spolupráci skladatelů na rok 1940 do Vídně se nekonal. Jeho skladby se v rozhlase a na koncertech mohly hrát jen výjimečně. Jeho rukopisy byly zabaveny a ukryty v dolech u Kalau v Lužici (in der Lausitz). Na konci druhé světové války pak padly do rukou Rudé armády. Část se vrátila roku 1957 do Rakouské národní knihovny (Österreichische Nationalbibliothek) , ostatní jsou dodnes nezvěstné. Koncem roku 1943 prodělal první záchvat mrtvice a 2. srpna 1945 v Berlíně zemřel na tyfus. Byl jedním z prvních berlínských občanů, kteří již nebyli pohřbeni v hromadném hrobě. Byl pohřben do rodinného hrobu na hřbitově Wilmersdorfer Waldfriedhof Stahnsdorf v obci Stahnsdorf v zemském okrese Postupim-Střední marka v Braniborsku.
V roce 1955 byla podle něj ve Vídni-Alsergrund pojmenována ulice Reznicekgasse.

## Dílo

### Jevištní díla
- Die Jungfrau von Orleans. (Panna orleánská). Opera o třech dějstvích (1887. Libreto E. N. von Reznicek podle Friedricha Schillera)
- Andreas Hofer. Zpěvohra o jednom dějství od Alberta Lortzinga (1887; zpracováno E. N. von Reznicekem [včetně dvou nově komponovaných čísel)]
- Satanella. Opera o třech dějstvích (1888, Libreto E. N. von Reznicek podle Vrchlického) [jenom klavírní výtah]
- Emerich Fortunat. Opera o třech dějstvích (1889, Libreto Reznicek/Dubski)
- Donna Diana. Opera o třech dějstvích (1894, 2. verze 1908, 3. verze 1933; Libreto: Reznicek podle Agustína Moreta)
- Till Eulenspiegel. Lidová opera o dvou částech a jedné dohře (1900, nová verze 1939; Libreto: E. N. von Reznicek podle Johanna Fischarta)
- Die verlorene Braut. (Ztracená nevěsta) Opereta (1909; Libreto A. Pordes-Milo, dosud nehráno)
- Der Arzt wider Willen. Opera o třech dějstvích od Charlese Gounoda (1910; přeloženo a pro německé jeviště upraveno E. N. v. Reznicekem)
- Die Angst vor der Ehe. Opereta (1913; Libreto: Louis Taufstein a Erich Urban podle Maurice Hennequina) [jenom klavírní výtah]
- Traumspiel. Jevištní hudba ke dramatu Augusta Strindberga (1915)
- Ritter Blaubart. (Rytíř Modrovous) Pohádková opera o třech dějstvích (1920; Libreto: Herbert Eulenberg)
- Nach Damaskus III. Jevištní hudba ke dramatu Augusta Strindberga (1918, dosud nehráno)
- Die wunderlichen Geschichten des Kapellmeister Kreisler. (1921; Jevištní hudba k divadelní hře Carla Meinharda podle E. T. A. Hoffmanna) [ztracené]
- Kreislers Eckfenster. (1922; Jevištní hudba k divadelní hře Carla Meinharda podle E. T. A. Hoffmanna) [ztracené]
- Holofernes. Opera o dvou dějstvích (1922; Libreto: E. N. von Reznicek podle Friedricha Hebbela)
- Die beste Polizei. (1926; jevištní hudba ke dramatu Herberta Eulenberga)
- Marionetten des Todes. Balet o čtyřech obrazech (1927; = Choreographie Elleny von Cleve-Petz na Reznickovu Tanzsinfonie)
- Satuala. Opera o třech dějstvích (1928; Libreto: Rolf Lauckner)
- Benzin. Opera o dvou dějstvích (1929; Libreto od skladatele, volně podle Calderóna de la Barca)
- Spiel oder Ernst. Komická opera o jednom dějství (1930; Libreto: Poul Knudsen)
- Der Gondoliere des Dogen. Tragická opera o jednom dějství (1931; Libreto: Poul Knudsen)
- Masken der Eifersucht. Opera o dvou dějstvích (= Gondoliere des Dogen + Spiel oder Ernst)
- Das Opfer. Opera o třech dějstvích a jedné vizi (1932, Libreto: Poul Knudsen, dosud nehráno)
- Donna Diana. Opera o třech dějstvích (1933; zcela nová textová verze od Julia Kappa podle Agustina Moreta)
- Das goldene Kalb. Balet o třech obrazech (1935; Libretto: Viggo Cavling, dosud nehráno)

### Symfonie
- Symfonie No. 1, d moll Tragische (1902)
- Symfonie No. 2, B dur Ironische (1904)
- Symfonie No. 3, D dur Im alten Stil (1918)
- Symfonie No. 4, f moll (1919) [z toho Trauermarsch auf den Tod eines Kommödianten také pro klavírní sólo]
- Symfonie No. 5, fis moll Tanzsinfonie (1925) [= balet Marionetten des Todes]

### Sborové skladby
- Chor für Abschlussfeier an Gymnasium Marburg (1877) (ztracené)
- Requiem (Studienwerk Graz 1878–1881, ztracené)
- Requiem d moll pro sólisty, smíšený sbor, varhany a orchestr (1894; ztracené)
- Mše F dur pro sólisty, smíšený sbor a orchestr (1898 k 50. výročí trůnu císaře Františka Josefa I.; zachovala se pouze skica)
- In Memoriam, kantáta pro alt, baryton, smíšený sbor, varhany a smyčcový orchestr (1915, 1929, 1943)
- Vater unser, chorální fantazie pro smíšený sbor a varhany (1919)
- Sieben deutsche Volkslieder ze 16. a 17. století pro smíšený sbor a klavír (1924)
- Der steinerne Psalm, pro smíšený sbor, varhany a orchestr (1929; text: Karl Bröger)
- Vom ewigen Frieden, kantáta pro sólo, smíšený sbor a orchestr (1930, text: Reznicek, dosud neuvedeno)
- Wiewohl ein armer Narr ich bin, německá lidová píseň ze 16. století pro čtyřhlasý smíšený sbor (1930) [1. verze]
- Von rechter Lieb und Stetigkeit. německá lidová píseň ze 16. století pro hlas a klavír nebo pro sbor a orchestr (1933) [2.+3. verze]
- Sieben deutsche Volkslieder ze 16. a 17. století pro smíšený sbor a klavír, 2. pokračování(1936)

### Orchestrální skladby
- Hexenszene aus Macbeth (Marburg 1877; ztracené)
- Studiensinfonie (Graz 1881, ztracené)
- Studiensinfonie č. 1 (Leipzig 1882, ztracené)
- Studiensinfonie č. 2 (Leipzig 1882, ztracené)
- Eine Lustspielouvertüre, (1881/1896; pro klavír 4-ručně)
- Symfonická suita č. 1 e moll (1883)
- Symfonická suita č. 2 D dur (1884/96; pro klavír 4-ručně)
- Grünne – pochod pro vojenskou hudbu (1890)
- Probszt – pochod pro vojenskou hudbu (1891) [jen jako klavírní výtah]
- Modlitba z opery Emerich Fortunat, pro vojenskou hudbu (1891)
- Der rote Sarafan, pro vojenskou hudbu (1891)
- Wie Till Eulenspiegel lebte, symfonická mezihra ve formě předehry (1900; = meziaktní hudba z opery Till Eulenspiegel)
- Symfonie [č. 1] d moll, Tragische (1902)
- Goldpirol: Idyllische Ouvertüre, (1903); (2. vydání 1936 jako: Frühlingsouvertüre: Im deutschen Wald)
- Symfonie [č. 2] B dur, Ironische (1904)
- Preludium a fuga pro velký orchestr cis moll (1904; 1. vydání)
- Nachtstück pro violu nebo violoncello a malý orchestr (1905)
- Serenada G dur pro smyčcový orchestr (1905, nová verze 1920)
- Introduktion und Valse-Capriccio pro violu a orchestr D dur (1906; ztracené)
- Preludium a (chromatická) fuga pro velký orchestr cis mol (1907; 2. vydání; pro varhany 1921)
- Schlemihl – Ein Lebensbild, symfonická báseň (se sólem pro tenor; 1912)
- Preludium a (celotónová) fuga c moll (1913, také úprava pro varhany 1920)
- Der Sieger – Ein symphonisch-satyrisches Zeitbild, symfonická báseň (se sólem pro alt a smíšeným sborem; 1913)
- Der Frieden – Eine Vision, symfonická báseň (se smíšeným sborem, 1914)
- Pochod pro orchestr/vojenskou hudbu/klavír (1915)
- Koncert pro violu a orchestr E dur (1918)
- Symfonie [č. 3] Ddur, Im alten Stil (1918)
- Symfonie [č. 4] f moll (1919) [z toho Trauermarsch auf den Tod eines Kommödianten také pro sólový klavír]
- Thema a variace Tragische Geschichte (se sólem pro baryton; 1921) (také varianta bez sóla pro baryton)
- Traumspiel – suita pro malý orchestr (1921; také pro sólový klavír)
- Potpourri z Die wunderlichen Geschichten des Kapellmeister Kreisler, pro salonní orchestr (1922; také pro sólový klavír)
- Valse pathetique, pro orchestr/salonní orchester/klavír (1923)
- Valse serieuse (Ernster Walze) (1924; původně myšleno pro Tanzsinfonie)
- Symfonie [č. 5] fis moll, Tanzsinfonie (1925) [= balet Marionetten des Todes]
- Raskolnikoff, Fantasie-Ouvertüre č. 1 (1925)
- Raskolnikoff, Fantasie-Ouvertüre č. 2 (1925)
- Suita z: Die beste Polizei, pro symfonický orchestr (1926)
- Festouvertüre dem befreiten Köln (1926)
- Sinfonische Variationen über Kol Nidrey (1929) [Thema = předehra k opeře Holofernes]
- Raskolnikoff, Fantasie-Ouvertüre č. 3 (1.vydání 1929; 2. vydání 1930)
- Karneval, suita pro malý orchestr (1931/43 = meziaktní hudba z opery Gondoliere des Dogen)
- Mea culpa pro smyčcový orchestr (1932; = předehra k opeře Das Opfer)

### Komorní hudba
- Nachtstück pro violu nebo violoncello a klavír (1905; také pro malý orchestr)
- Smyčcový kvartet c moll (1882) [Altmann Nummer 1]
- Smyčcový kvartet cis moll (1906)
- Smyčcový kvartet – fragment cis moll (?; jen věty 1.-3)
- Smyčcový kvartet cis moll (1921) [Altmann Nr. 2]
- Smyčcový kvartet d moll (1922) [1.+2. věta. Přepracování z kvartetu cis moll 1905; 3.+4. věta nová][Altmann Nr. 3]
- Allegro alla polacca pro smyčcový kvartet (1922; původní nová poslední věta pro kvartet d moll)
- Smyčcový kvartet e moll (1925/30)
- Smyčcový kvartet B dur (1932) [2.+3. převzatá z kvarteta e moll ] [Altmann Nr. 4]
- 2 věty pro smyčcový kvartet (?; fragment)
- Předehra k opeře Holofernes (Kol Nidrey) pro violu a klavír (1925)
- Für unsere Kleinen – věta pro klavírní trio (1921)
- Walzer-Lied pro klavírní trio (1924; úryvek z Valse pathetique; také pro klavírní sólo)

### Skladby pro varhany a klavír
- Zwei Fantasiestücke pro klavír (zkomponováno v Marburgu 1876–1878; vytištěno 1882/1896)
- Letzte Gedanken eines Selbstmörders (1878–1881; ztracené)
- Vier Klavierstücke (1880)
- Probszt – pochod pro vojenskou hudbu (1891) [klavírní výtah]
- Eine Lustspielouvertüre (1881/1896; pro klavír 4-ručně)
- Sinfonische Suite č. 2 D Dur (1884/96; pro klavír 4-ručně)
- Pochod pro klavír (1915; také pro orchestr či vojenskou hudbu)
- Trauermarsch auf den Tod eines Kommödianten pro klavír (1919; = věta ze Symfonie f moll)
- Preludium a (celotónová) fuga c moll (1913, pro varhany 1920)
- Preludium a (chromatická) fuga pro velký orchestr cis moll (1907, 2. verze; pro varhany 1921)
- Traumspiel – suita pro klavír (1921) [také pro malý orchestr]
- Potpourri z Die wunderlichen Geschichten des Kapellmeister Kreisler pro klavír (1922; také pro salonní orchester)
- Vier Sinfonische Tänze pro klavír (1924) [č. 1, 2 a 4 upraveno v Tanzsinfonie]
- Valse Pathétique pro klavír (1924) [také pro orchestr / salonní orchester]
- Walzer-Lied pro klavír (1924; úryvek z Valse pathetique; také pro klavírní trio)
- Menuet z Die beste Polizei pro klavír (1927)
- Fantasie e moll pro varhany (1930)
- Liebeserklärung pro klavír (1943)

### Písně
- Ruhm und Ewigkeit pro tenor nebo mezzosoprán a orchestr (1903; text: Nietzsche)
- Drei deutsche Volkslieder z Des Knaben Wunderhorn pro malý orchestr/klavír (1905)
- Zwei Balladen ze Friedericianischer Zeit pro bas a orchestr/klavír (1912,text: Friedrich de la Motte Fouqué, Georg von Kries)
- Vier Bet- und Bußgesänge pro alt nebo bas a orchestr/klavír (1913, text: Bible)
- Drei Stimmungen (1883; Reznicek)
- Trois Mélodies (1897; ?, Goethe)
- Drei Gesänge eines Vagabunden (1904; M. Drescher)
- Drei Gedichte (1904; M. Drescher)
- Drei Gedichte (1904; Henckell)
- Drei Lieder (1905; Bierbaum, Forrer, Henckell)
- Schelmische Abwehr (1905; Henckell)
- Drei Lieder (1918; Owiglas; Mörike; Eichendorf)
- Die Schiffbrüchigen (1921; Drescher)
- Madonna a Rhein. Německá ukolébavka (1924; H. H. Cramer)
- Sieben Lieder po střední hlas a klavír (1939; Ginzkey, Lilienkron, Höcker)
- Wächterlied (1939; podle lidové písně ze 16. století)

## Nahrávky a tištěná díla
Všechna jeho tištěná díla byla zaslána do IMSLP. Poměrně početné, dosud nepublikované skladby vydává od roku 2012 Editio Reznicek (Wedemark). Také zde vznikl Archiv Reznicek, jehož cílem je shromáždit všechny dostupné dokumenty o něm a poskytovat poradenství zainteresovaným muzikologům a hudebníkům.
Hudební vydavatelství CPO (Classic Produktion Osnabrück) vydává nahrávky zapomenutých či méně známých skladatelů. To se týká i skladeb E.N. von Rezniceka.
- Symfonie No.1, d-mol Tragische (1902). Hudební vydavatelství CPO 777223-2.(1 CD). Vydáno 2008.
- Symfonie No 2, b-dur Ironische (1904) a No 5, fis-mol, Tanzsinfonie (1925). Hudební vydavatelství CPO 777 056-2 (1 CD). Vydáno 2005
- Symfonie No. 3, d-dur Im alten Stil (1918) a Symfonie No.4 f-mol (1919). Hudební vydavatelství CPO 777637-2 (1 CD). Vydáno 2014
- Der Sieger – Ein symphonisch-satyrisches Zeitbild, symfonická báseň (1913). Hudební vydavatelství CPO 999 898-2 (1 CD). Vydáno 2004.
- Schlemihl, Symphonisches Lebensbild für Tenor & Orchester; Raskolnikoff (Schuld und Sühne, eine Phantasie-Ouvertüre). Hudební vydavatelství .CPO 999 795-2 (1 CD). Vydáno 2004
- Donna Diana (opera, 1894). Hudební vydavatelství CPO 999 991-2 (2 CD). Vydáno 2005
- Ritter Blaubart (opera, 1918). Hudební vydavatelství CPO 999 899-2 (2 CD). Vydáno 2003
- Benzin. (opera, 1929). Hudební vydavatelství CPO 777 653-2 (2 CD). Vydáno 2017
- Eine Lustspielouvertüre a Kol Nidrey (1881/1896). Hudební vydavatelství CPO 777 047 2 (1 CD). Vydáno 2007..
- E. N. von Reznicek – nahrávky Supraphon